# 酸化ハフニウム(IV)
酸化ハフニウム(IV)(Hafnium(IV) oxide、ハフニア)とは、化学式HfO2であらわされる無機化合物である。無色の固体であり、ハフニウムの化合物のなかでは比較的安定な化合物の一つである。バンドギャップはおよそ6 eVで絶縁体。金属ハフニウムを得るための反応過程の中間体である。反応性は低く、濃硫酸のような強酸や強塩基でないと反応しない。フッ酸には徐々に溶解してフルオロハフニウム酸アニオンを与える。高温条件において、炭素もしくは四塩化炭素存在下で塩素と反応させることによって塩化ハフニウム(IV)が得られる。

## 用途
酸化ハフニウム(IV)は、光学コーティングやDRAMコンデンサの高誘電率ゲート絶縁膜に用いられる。
酸化ハフニウム(IV)および酸化ハフニウム(IV)を含む複合物は、電界効果トランジスタのゲート絶縁膜素材である二酸化ケイ素に代わる新素材の有力な候補として研究が進められている。酸化ハフニウム(IV)がトランジスタ材料として有用である理由はその高い誘電率にあり、二酸化ケイ素の誘電率が3.9であるのに対して酸化ハフニウム(IV)は25と6倍以上の誘電率を持つためである。
また、カーボンナノチューブを利用したNVRAMにおいても、二酸化ケイ素に代わる絶縁膜として用いられている。絶縁膜素材を二酸化ケイ素から酸化ハフニウム(IV)に代えることによってメモリへのアクセス時間が数ミリ秒から100ナノ秒にまで減少し、それによってNVRAMへの時間当たりの潜在的な読み書き能力が100,000倍向上する。
さらに、IBMおよびインテルの将来の集積回路のサブストレート基盤素材として選ばれ、論理密度およびクロックスピードが向上し、電気消費量が低減される。
他の分野での用途としては、酸化ハフニウム(IV)の非常に高い融点を利用して熱電対などの絶縁性耐熱材として利用され、2500 ℃まで機能性を失わずに耐えることができる。